# Alexander Du Toit
Alexander Logue Du Toit (Newlands, 14 de Março de 1878 — Cidade do Cabo, 25 de Fevereiro de 1948) foi um famoso geólogo sul africano, cujo trabalho contribuiu para a maior aceitação da teoria da deriva continental das placas tectónicas.

## Dados biográficos
Du Toit nasceu em Rondebosch, perto da Cidade do Cabo, na África do Sul. Estudou Geologia na Universidade da Cidade do Cabo e no Royal Technical College, em Glasgow, na Escócia. Foi também professor no Royal College of Science, em Londres, Inglaterra. Entre 1903 e 1920, ao serviço da Geological Commission of the Cape of Good Hope (Comissão de Geologia do Cabo da Boa Esperança), realizou um extenso trabalho de cartografia do seu próprio país. Algum tempo depois, em 1923, Du Toit viajou para a América do Sul onde efectuou um meticuloso trabalho que o levou a concluir que as rochas naquele continente eram muito similares às encontradas em África.
Este estudo veio dar maior consistência à teoria expressa em dois artigos publicados em 1912 pelo meteorologista alemão Alfred Lothar Wegener, então com 32 anos de idade. Baseado em evidências geológicas, paleontológicas e geométricas, Wegener defendia que, até há 200 milhões de anos, os continentes estavam reunidos num único supercontinente, designado Pangéia (do grego: toda a Terra), e que, nessa ocasião, se teria iniciado um processo de fragmentação e deriva.
Alexander Du Toit, tornou-se um dos mais activos defensores das ideias de Wegener e, depois de anos de estudo, propôs que a Pangéia se teria fracturado em duas grandes massas continentais. Inicialmente, descreveu as suas descobertas num livro publicado em 1927, intitulado "A Geological Comparison of South America and Africa" (Comparação Geológica da América do Sul e de África), onde sugeria que os dois continentes haviam estado unidos. Du Toit aprofundou a ideia num novo livro intitulado "Our Wandering Continents: An Hypothesis of Continental Drift" (Os Nossos Continentes Errantes: Uma Hipótese de Deriva Continental), em 1937. Nesta obra, propôs que, após uma fragmentação inicial de Pangéia, formaram-se dois blocos continentais distintos. Os actuais continentes do hemisfério sul haviam outrora estado juntos num único supercontinente, a que chamou Gondwana, e os continentes do hemisfério norte também haviam estado unidos num outro supercontinente que designou de Laurásia. Esta teoria é hoje amplamente aceite entre os geólogos.
Du Toit faleceu em 25 de Fevereiro de 1948, na Cidade do Cabo, no seu país natal.
Uma cratera de 75 quilómetros de diâmetro no planeta Marte foi designada Du Toit em homenagem ao trabalho deste geólogo e cientista de renome mundial.

## Cronologia
- 1878: nasce em Rondebosch, África do Sul, em 14 de Março.
- 1899: Forma-se em Engenharia de Minas no Royal Technical College, em Glasgow.
- 1901: Torna-se professor no Royal Technical College, e na Universidade de Glasgow.
- 1903: Regressa aos seu país natal e torna-se colaborador da Geological Commission of the Cape of Good Hope
- 1903-1905: Cartografa a área designada por Stormberg, na África do Sul.
- 1905-1910: Cartografa a área designada por Cape Colony, na África do Sul.
- 1906: Publica o estudo "Underground Water in South-East Bechuanaland", através da South African Philosophical Society.
- 1910-1913: Envolve-se em actividades de cartografia ao longo da costa sul africana do Oceano Índico.
- 1913: Publica o estudo "The Geology of Underground Water Supply", na obra Mining Proceedings da South African Society of Civil Engineers.
- 1914: Visita a Austrália para estudar a geologia da Grande Bacia Artesiana.
- 1914-1915: Colabora com o exército sul africano em pesquisa de hidro-geologia durante a Primeira Guerra Mundial.
- 1918: Foi nomeado presidente da Geological Society of South Africa
- 1920-1927: Geólogo chefe da Union Irrigation Department, da África do Sul.
- 1923: Recebe financiamento da Carnegie Institution of Washington para comparar a geologia da América do Sul com a África.
- 1926: Publica a obra "The Geology of South Africa".
- 1927: Publica a obra "A Geological Comparison of South America with South Africa".
- 1927-1941: Geólogo consultor da De Beers Consolidated Mines.
- 1932: Visita a América do Norte.
- 1933: Recebe a Medalha Murchison atribuída pela Geological Society of London.
- 1937: Publica a obra "Our Wandering Continents: An Hypothesis of Continental Drift".
- 1937: Visita a União Soviética.
- 1938: Visita a Índia.
- 1943: É nomeado associado da Royal Society of London.
- 1943: Falece na Cidade do Cabo, África do Sul, em 28 de Fevereiro de 1948.

## Publicações importantes
- du Toit, A.L. (1926) The Geology of South Africa, Oliver & Boyd, Londres, UK
- du Toit, A.L. e Reed, F.R.C. (1927) A Geological Comparison of South America with South Africa, Carnegie Institution of Washington, Washington, EUA
- du Toit, A.L. (1937) Our Wandering Continents; An Hypothesis of Continental Drifting, Oliver & Boyd, Londres, UK